# Islam au Zimbabwe

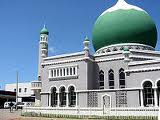
Mosquée Kwekwe

L'islam est une religion minoritaire au Zimbabwe. La proportion de musulmans y est estimée à environ 1 % de la population, c'est-à-dire 100 000 à 120 000 personnes. Mais d’autres estimations évaluent le nombre de musulmans à 200 000 personnes.

## Situation actuelle
D’après les affirmations du département d'État Américain, les communautés musulmanes du Zimbabwe proviendraient principalement d'une émigration d’Inde et du Pakistan, à l’époque où le pays était une colonie britannique. À cela s’ajoute depuis plusieurs décennies des réfugiés pour cause de guerres civiles au Mozambique ou pour cause de grande pauvreté au Malawi. Ces réfugiés viennent avec leur religion. Les réfugiés du Malawi sont quasiment tous de l'ethnie Yao.

## Progression
Au sein de la communauté musulmane, on peut compter aussi quelques émigrés en provenance d’Afrique du Nord ou du Proche-Orient, ainsi que des autochtones. La capitale Harare compte 18 mosquées, et la ville de Bulawayo, 8. On peut ajouter quelques autres mosquées en territoire rural. La communauté musulmane reçoit un soutien de l’Agence musulmane pour l’Afrique (AMA), qui se trouve au Koweït.
L’AMA apporte une série de projets d'aide humanitaire dans les territoires ruraux. Après l’expulsion des fermiers blancs du Zimbabwe au début du XXIe siècle, la situation des terres s’est détériorée rapidement. Ce qui était autrefois le grenier de l'Afrique peine à subvenir à ses besoins alimentaires. Certaines communautés rurales se sont converties à l’islam en raison de l'aide apportée par les projets de développement musulmans, via les liens entre les chefs locaux et les donateurs étrangers.
En 1996, des tensions se sont déclenchées entre des évangéliques chrétiens et des musulmans, quand le défenseur de la majorité chrétienne a appelé au boycott de la viande, qui était fabriquée selon le rite halal. Ce mode de préparation était adopté pour des raisons économiques, pour pouvoir exporter de la viande aussi dans les pays musulmans. Mais actuellement, les chrétiens évangéliques mettent au premier plan la signification religieuse de la préparation halal de la viande. Les soubassements de ce conflit sont les suivants : la peur que les musulmans puissent exiger une plus grande influence politique, du côté chrétien, et le reproche que l’État du Zimbabwe devienne un état explicitement chrétien, du côté musulman.

## Personnalités
- Ismail ibn Musa Menk (1975-), conférencier et théologien, grand mufti du Zimbabwe.